# Maschinengewehr

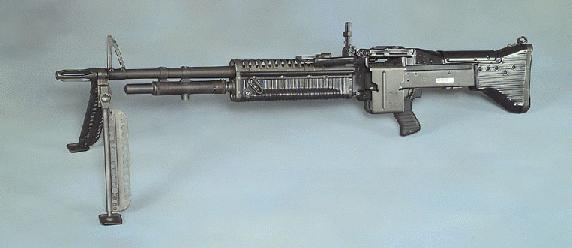
In den 1950er Jahren in den USA entwickeltes M60-Maschinengewehr

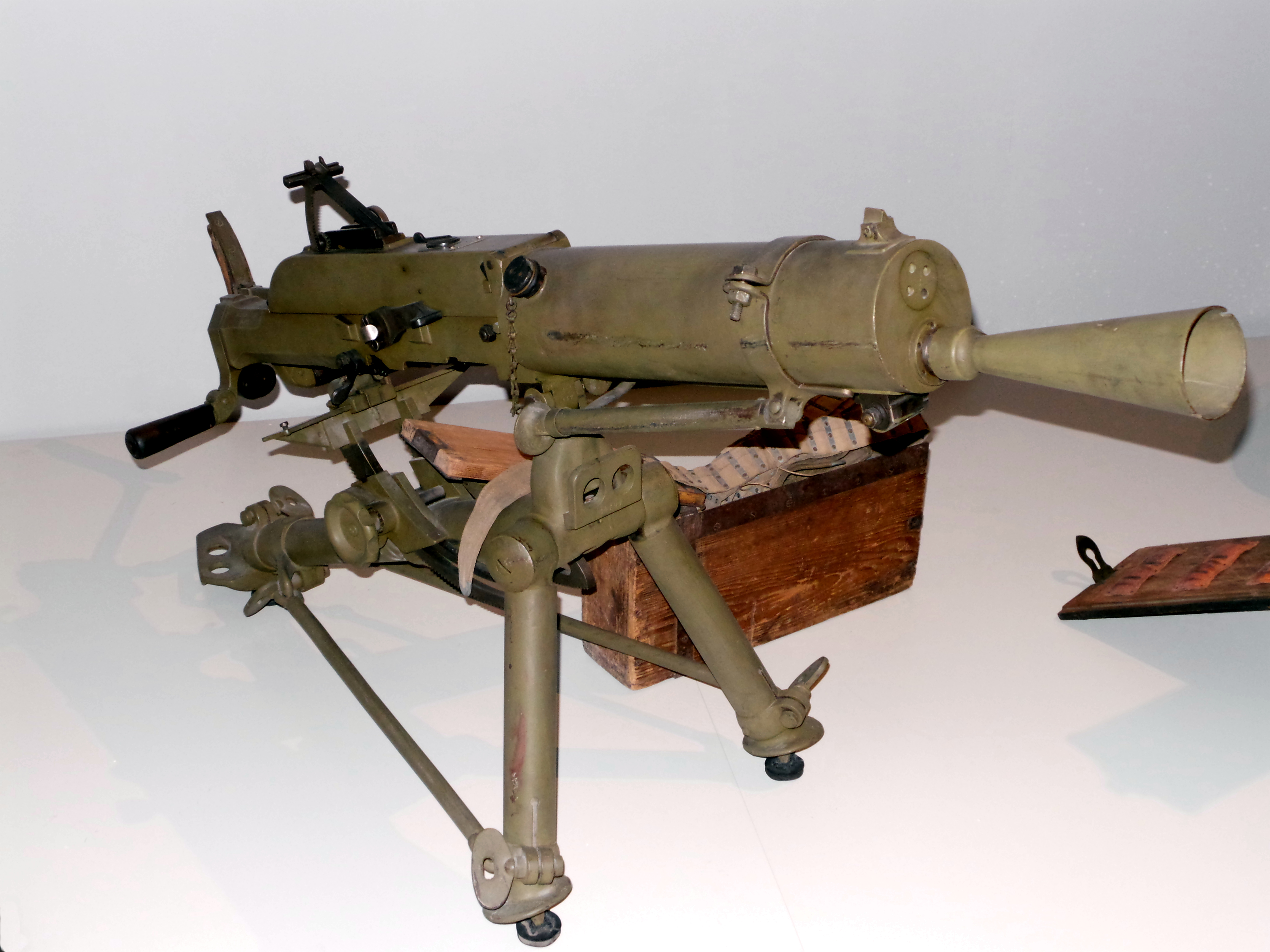
Das österreichisch-ungarische MG „Schwarzlose“ Modell M07/12 mit Munitionskasten und Textil-Munitionsgurt

Ein Maschinengewehr (kurz MG, in der Schweizer Armee Mg) ist eine vollautomatische Schusswaffe für das Verschießen von Gewehrmunition.
Maschinengewehre feuern bei Betätigung des Abzugs so lange Projektile ab, bis der Abzug wieder gelöst, die Munitionszufuhr unterbrochen wird oder eine Störung auftritt. Der Mechanismus des automatischen Ladens wird entweder durch den Gasdruck der sich entspannenden Pulvergase, durch die Rückstoßkraft oder durch einen externen Antrieb wie zum Beispiel einen Elektromotor betätigt. MGs gelten in Deutschland als Kriegswaffen. Handel und Besitz von Maschinengewehren werden in Deutschland durch das Kriegswaffenkontrollgesetz geregelt.
Kaliber von MGs reichen von 5,45 mm bis ca. 15 mm bzw. maximal bis 20 mm (siehe Liste von Handfeuerwaffen-Munitionsarten). Fest eingebaute bzw. auf Lafetten montierte MGs mit einem Kaliber von 12 bis unter 20 mm werden als Schweres Maschinengewehr bezeichnet. Automatische Schusswaffen mit einem Kaliber ab 20 mm sind Maschinenkanonen und verschießen meist Granaten anstelle von Massivgeschossen. Vollautomatische Waffen, die Pistolenmunition verschießen, fallen unter die Bezeichnung Maschinenpistolen und sind in der Regel kleiner als Maschinengewehre.

## Geschichte

### Vorläufer

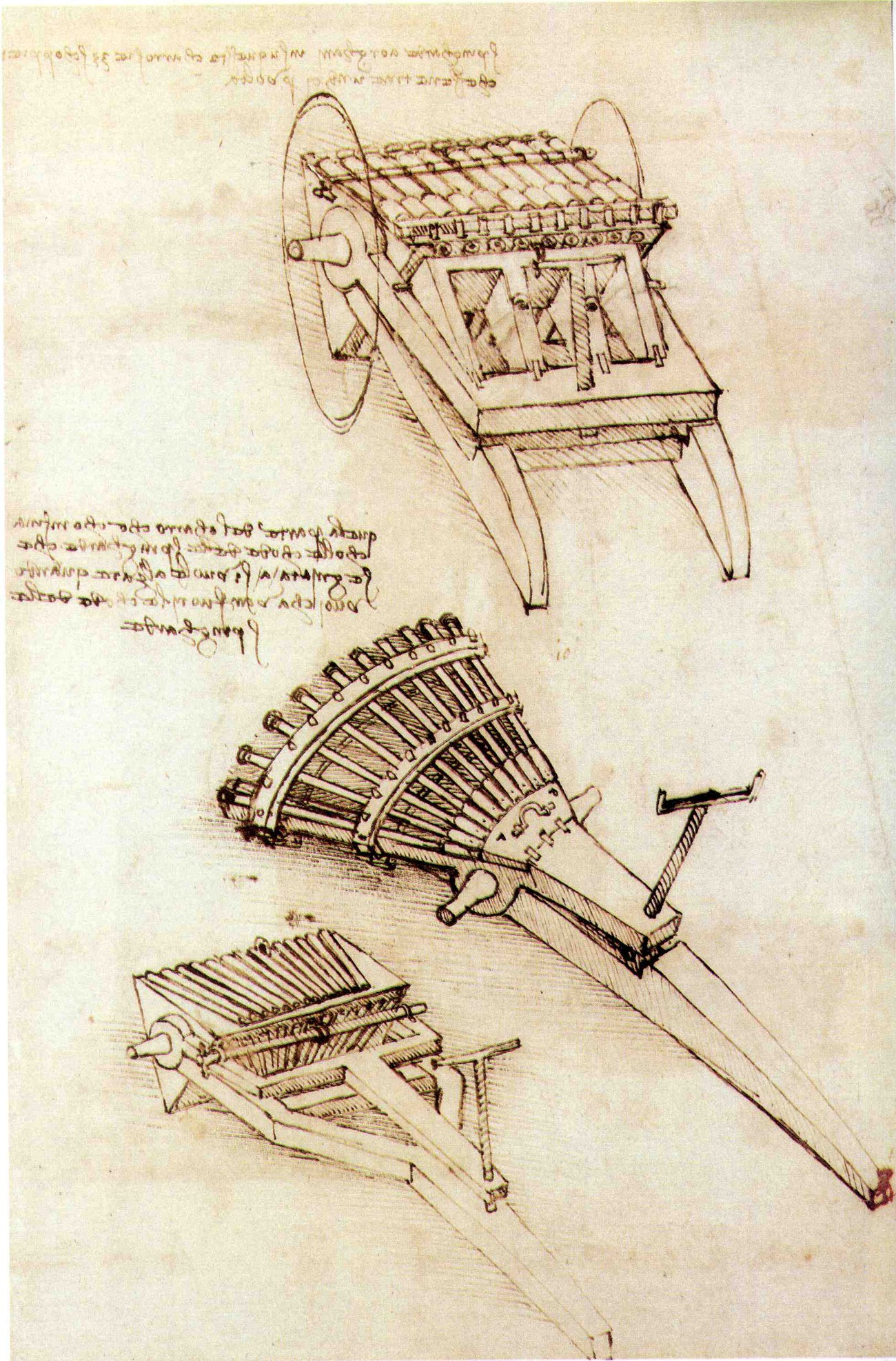
Entwurf Leonardo da Vincis für ein Orgelgeschütz aus mehreren Kanonenläufen

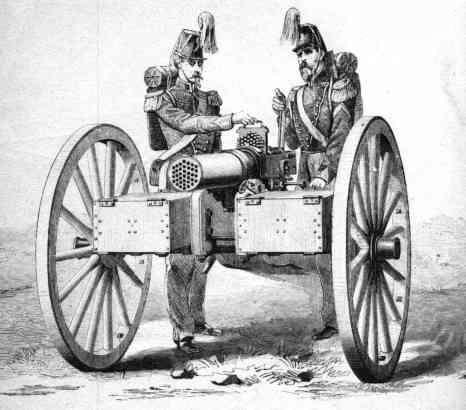
Montigny-Mitrailleuse um 1870

Frühe Vorläufer des Maschinengewehrs waren die bereits im Mittelalter eingesetzten Ribauldequins, wie sie unter anderem von Leonardo da Vinci entworfen wurden. Die Entwicklung des modernen Maschinengewehrs begann mit den Salvengeschützen des 19. Jahrhunderts, wie der in den 1850er Jahren zuerst in Belgien entwickelten Mitrailleuse, einem schnell feuernden Geschütz im Gewehrkaliber. Die Mitrailleuse mit ihren vielen starren Einzelläufen musste allerdings nach jeder Salve von der Bedienungsmannschaft aufwändig nachgeladen werden.

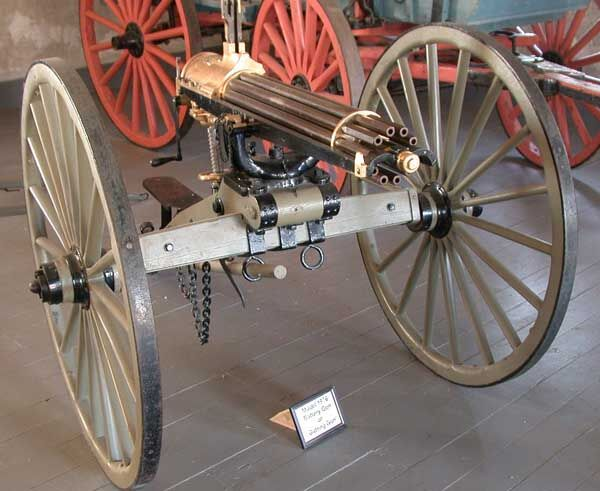
Gatling Gun aus dem Jahr 1876

1737 wurde erwähnt, dass ein deutscher Ingenieur eine 10-Pfünder-Kanone erfunden hatte, die 20 Mal in einer Minute feuern konnte.
1750 erfand in Dänemark ein Preuße, bekannt als Hauptmann Steuben vom Zug der Artillerie, eine Hinterladerkanone, die von vier Personen betrieben und mit Papierpatronen gespeist wurde und die 24 Mal in einer Minute feuern konnte. Er führte sie im selben Jahr Friedrich V. (König von Dänemark und Norwegen) und hochrangigen Beamten vor.
1788 erfand ein Schweizer Soldat eine Maschine, die von 10 Mann bedient wurde und in der Lage war, 300 Kugeln in 3 Minuten abzufeuern.
Ebenfalls 1788 wurde berichtet, dass ein preußischer Offizier in Berlin ein Gewehr erfunden hatte, mit dem 400 Kugeln hintereinander abgefeuert werden konnten.
1806 erfand ein Wiener Kupferstecher und Mechaniker namens Herr Putz eine Maschinenkanone, die einmal pro Sekunde oder möglicherweise bis zu 60 Mal pro Minute laden, feuern und sich selbst reinigen konnte. Allerdings war die Feuerrate durch die Überhitzung des Laufs begrenzt.
Ein weiterer Vorläufer für Maschinengewehre war das in den 1830er Jahren von einem Schweizer namens Steuble entworfene Gewehr. Er versuchte erfolglos, es an die englische, die russische oder die französische Regierung zu verkaufen.
Eine neuartige Entwicklung waren die Repetiergeschütze wie die um 1860 vorgestellten Union Repeating Gun (auch Ager Gun oder Mills Gun) und die 1862 von Richard Jordan Gatling patentierte Gatling Gun. Sie hatten einen durch eine Handkurbel angetriebenen Lademechanismus; zumindest theoretisch war eine kontinuierliche Munitionszufuhr möglich. Die Gatling Gun hatte ein rotierendes Laufbündel, was Überhitzungsproblemen vorbeugte. Beide Waffen kamen im Amerikanischen Bürgerkrieg zu begrenztem Einsatz. Im Jahr 1865 ließ sich Gatling den Entwurf einer sechsläufigen Waffe patentieren, die bis zu 200 Schuss pro Minute verschießen konnte.
1870 verwendete das bayerische Regiment der preußischen Armee im Deutsch-Französischen Krieg eine einzigartige Waffe im Mitrailleuse-Stil namens Feldl-Geschütz. Die Waffe bestand aus vier nebeneinander angeordneten Läufen, die das manuelle Laden der französischen Mitrailleuse durch ein mechanisches Ladesystem mit einem Trichter mit 41 Patronen am Verschluss jedes Laufs ersetzten. Obwohl es zeitweise effektiv genutzt wurde, behinderten mechanische Schwierigkeiten seinen Betrieb und es wurde schließlich kurz nach Kriegsende aufgegeben.
1872 ließ ein Preuße namens Johann Plessner in Großbritannien einen Schießpulvermotor patentieren, der als Teil seines Arbeitszyklus eine hinterladbare, riemengespeiste und automatische Waffe verwendete.

### Erste Entwicklungen

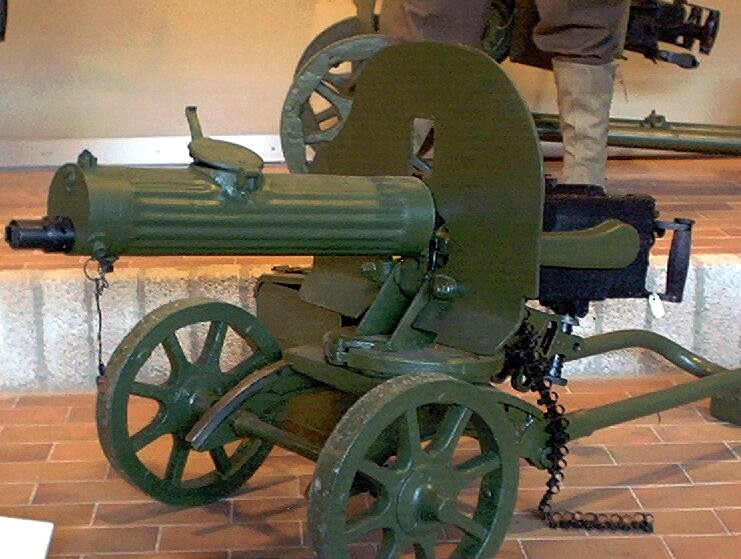
Das in Russland in Lizenz gebaute Maxim M1910 ist eine auf einer Lafette befestigte Weiterentwicklung des ursprünglichen Maxim-Maschinengewehrs

1885 präsentierte Hiram Maxim das erste Maschinengewehr, die sogenannte Maxim Gun, bei dem der Rückstoß des Schusses genutzt wurde, um die leere Patronenhülse auszuwerfen, die Feder zu spannen und eine neue Patrone in die Kammer zu laden (Rückstoßlader). Die Munitionszufuhr erfolgte hier erstmals über Patronengurte; neuartig war außerdem die Wasserkühlung. Das Maxim-MG erreichte so eine Schussfolge von bis zu 600 Schuss pro Minute. In den britischen Kolonialkriegen 1893 (vor allem im Matabele-Königreich in Afrika) bewährte sich das Maxim-MG. Alle Militärmächte führten um die Jahrhundertwende Maschinengewehre des Typs Maxim ein. Der nächste Einsatz erfolgte 1904 durch die Kaiserlich Russische Armee im Russisch-Japanischen Krieg.
Andere Konstrukteure, John Moses Browning mit seinem Colt Modell 1895, Benjamin Hotchkiss auf der Basis der Erfindung des österreichischen Freiherrn Adolf Odkolek von Újezd, Colonel Isaac Lewis und andere entwickelten Maschinengewehre als Gasdrucklader. Hierbei wird über eine Bohrung im Lauf ein Teil der Treibladungsgase beim Schuss abgezweigt, um den Nachlademechanismus zu betätigen.
Eine dritte Variante waren die Waffen mit verzögertem Masseverschluss von Schwarzlose, die sich jedoch am Anfang nicht bewährten, da die Verriegelung nicht starr war und die Läufe zur Verminderung des Restdruckes kurz sein mussten, da sonst Funktionsprobleme auftraten. Die Probleme der Waffen mit verzögertem Masseverschluss wurden erst gegen Ende des Zweiten Weltkrieges gelöst (MG 45, CETME, G3, SIG 510, SIG 710, franz. AA-52), indem im vorderen Teil des Patronenlagers Entlastungsrillen eingefräst wurden. Dadurch wurden Hülsenreißer vermieden, da der Gasdruck auf die sich verjüngende Innen- und Außenfläche der Hülse ausgeglichen wurde.
Auf einem gänzlich anderen Prinzip beruhte das dänische Madsen-MG. Im Gegensatz zu den oben genannten Konstruktionen bewegt sich der Verschluss nicht parallel zur Laufachse, sondern er klappt nach unten zur Patronenzufuhr und nach oben zum Auswerfen der Hülse. Zufuhr und Auswerfen erfolgen durch vom Rücklauf des Systems betätigte Hebel. Das Madsen-MG ist vom Peabody-Martini-System abgeleitet. Die Kavallerie der russischen Armee erhielt bereits 1904 in Dänemark hergestellte leichte Madsen-Maschinengewehre.

### Entwicklung im Ersten Weltkrieg

#### Deutschland

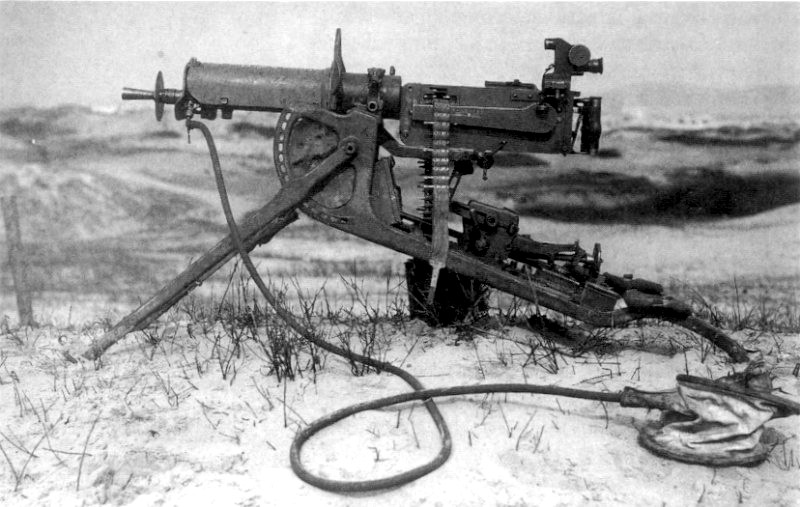
Das deutsche MG 08

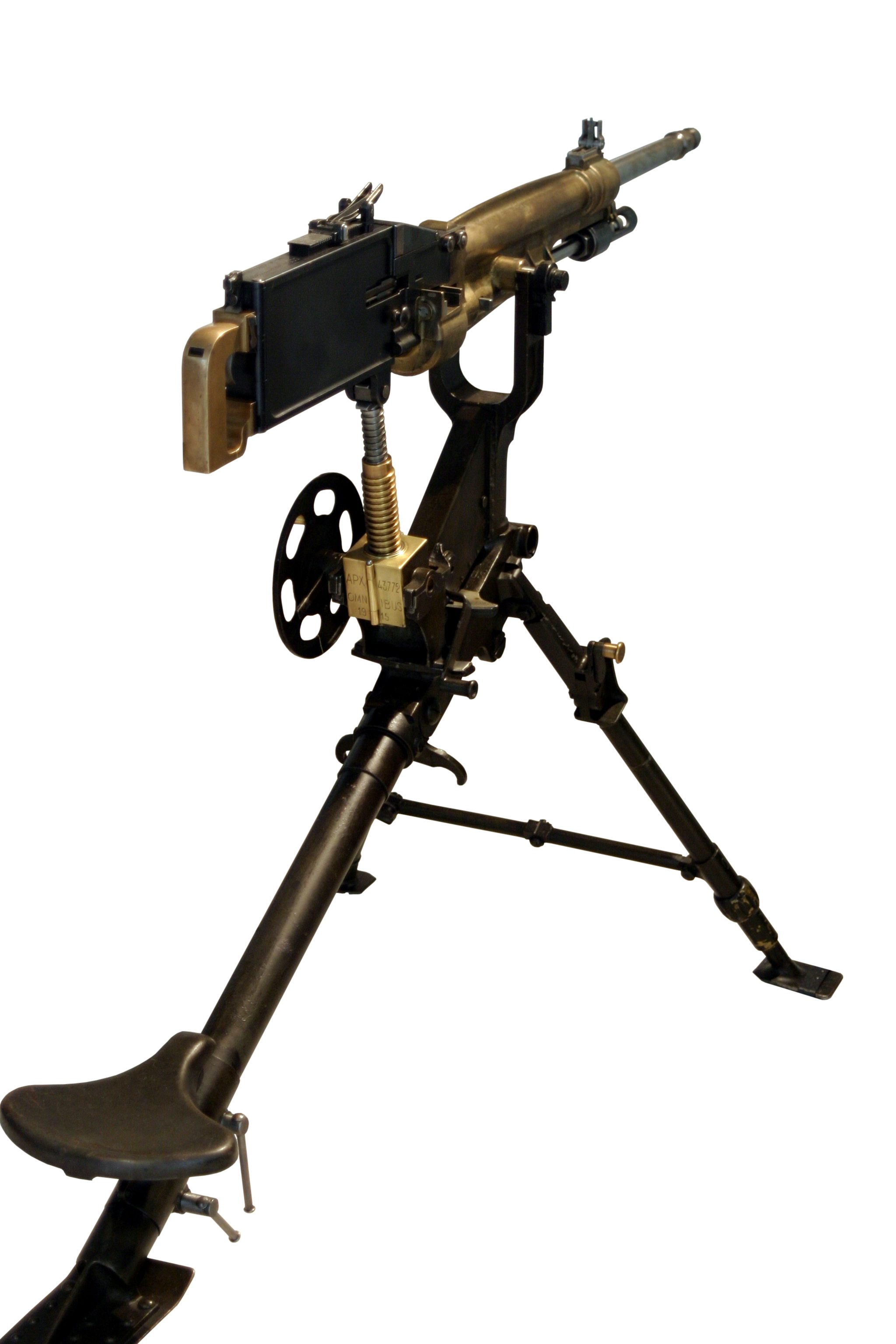
MG St. Étienne M1907

Bereits Jahre vor dem Ersten Weltkrieg stellte das Deutsche Reich Maschinengewehr-Abteilungen mit wassergekühlten Maschinengewehren vom Typ Maxim, insbesondere dem MG 08, das von einer Lafette geschossen wurde, auf. Schon kurz nach Kriegsbeginn wurde es jedoch durch das MG 08/15 ergänzt, das einen Gewehrkolben und eine Zweibeinstütze hatte. Bezüglich der Funktion entsprach es dem MG 08, war jedoch leichter gebaut und für den beweglichen Einsatz gedacht. Es verschoss wie das MG 08 die gegurtete Gewehrpatrone Kaliber 7,92 mm.

#### Frankreich
Das Maschinengewehr der französischen Armee war das St. Étienne M1907 und der luftgekühlte Gasdrucklader Hotchkiss M1914 im Kaliber 8 mm Lebel. Die Patronenzufuhr erfolgte durch Ladestreifen. Das leichte Maschinengewehr Chauchat Mod. 1915 verschoss die gleiche Patrone aus einem bananenförmigen Magazin. Es war ein Rückstoßlader und hatte eine Kadenz von knapp 400 Schuss pro Minute. Es konnte von einem einzelnen Soldaten leicht getragen werden und war wegen seiner Ungenauigkeit und Unzuverlässigkeit berüchtigt.

#### Vereinigtes Königreich

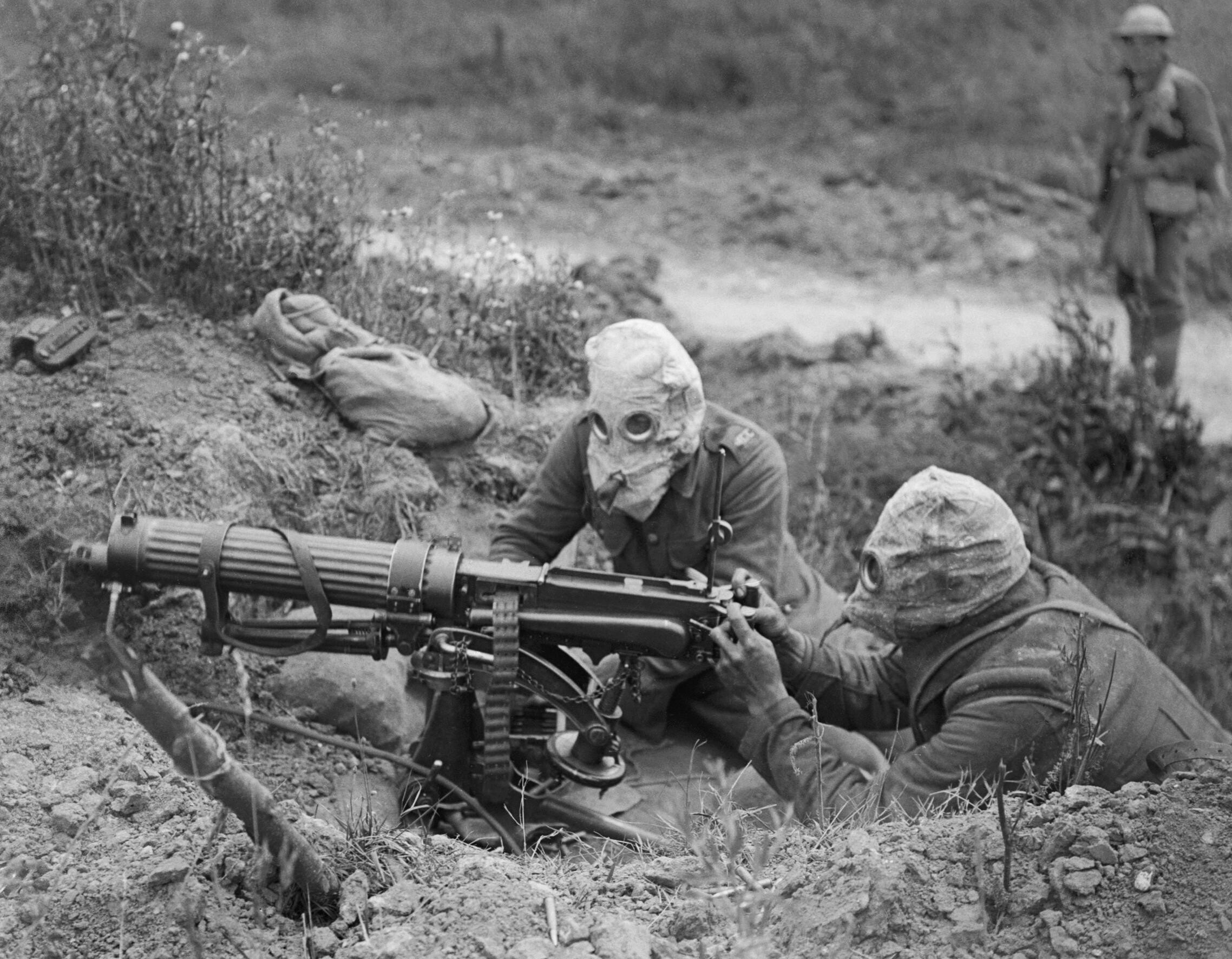
Zwei britische Soldaten mit Gasmasken bedienen 1916 ein Vickers-Maschinengewehr

Das britische schwere Maschinengewehr Vickers entsprach in der Funktion dem Maxim, im Gegensatz zu diesem knickt der Kniegelenkverschluss jedoch nach oben, was eine niedrigere Bauweise des Verschlussgehäuses erlaubt. Als leichtes Maschinengewehr setzten die British Army den luftgekühlten Gasdrucklader Lewis ein. Dieser hatte ein oben aufgesetztes Tellermagazin mit 47 kreisförmig angeordneten Patronen.

#### Vereinigte Staaten
Die schweren wassergekühlten US-amerikanischen Maschinengewehre Browning M1917 kamen im Ersten Weltkrieg nur sporadisch zum Einsatz, die US-Truppen waren mit französischen und britischen MGs im US-Kaliber .30-06 Springfield ausgerüstet.
In den letzten Kriegsmonaten wurde das (voll-) automatische Gewehr Browning Automatic Rifle (BAR) Mod. 1918, ein Gasdrucklader mit einem 20-Schuss-Kastenmagazin in die Truppe eingeführt. Es erhielt aber erst nach Kriegsende ein Zweibein und wurde auch erst damit zu einem leichten MG.
Die Vereinigten Staaten kopierten die bei Kriegsende erbeutete Patrone einer Panzerbüchse der Firma Mauser, konstruierten sie auf Zollmaß um und schufen dafür das überschwere MG M2 im Kaliber .50 (12,7 mm), das bis heute, mehr oder weniger weiterentwickelt, weltweit in Gebrauch ist.
Dieses Browning-MG entspricht in der Funktionsweise dem kleineren wassergekühlten MG Mod. 1917 im Kaliber .30 und seiner luftgekühlten Variante M1919. Alle diese Waffen sind Rückstoßlader mit Gurtzufuhr.
Alle US-amerikanischen Browningwaffen waren noch im Koreakrieg im Einsatz.

### Spätere Entwicklungen

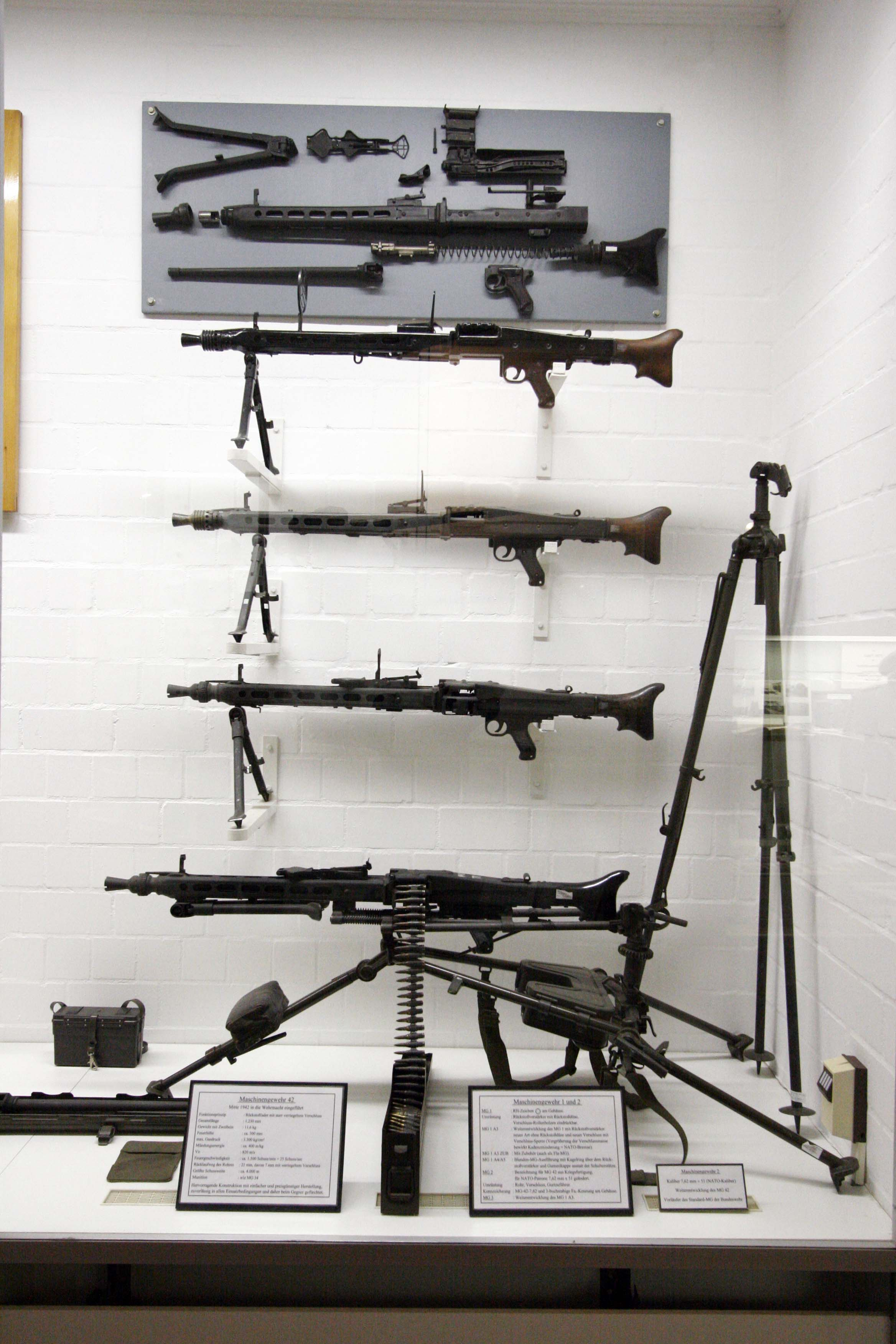
Verschiedene Versionen des MG 42 im Panzermuseum Munster

Die hergebrachte Unterteilung in leichte und schwere Maschinengewehre wurde bei der deutschen Wehrmacht mit der Einführung des MG 34 hinfällig. Dieses diente als Universal-MG, das wahlweise mit Zweibein oder auf der Dreibeinlafette zum Einsatz kam. Obwohl sehr leistungsfähig, war das MG 34 wegen seiner vielen Dreh- und Frästeile sehr fertigungs- und kostenaufwendig sowie verschmutzungs- und kälteempfindlich. Diese Nachteile wurden durch eine radikale Neukonstruktion mit dem MG 42 behoben, das bis heute einen Maßstab in Bezug auf Einfachheit, Robustheit, Funktionssicherheit unter allen Bedingungen und geringen Fertigungsaufwand setzt. Erstmals wurde die Technik des Prägens und Stanzens von Waffenteilen in großem Umfang eingesetzt. Hinzu kam der rollengestützte Verschluss, der eine Feuergeschwindigkeit von 1500 Schuss/min ermöglichte. In der Praxis wurde die Feuergeschwindigkeit auf 1200 Schuss/min. gesenkt, um Rohrverschleiß und Munitionsverbrauch in Grenzen zu halten. Diese Waffe wurde in einer Fabrik konstruiert, die Bürolampen herstellte (Johannes Großfuß KG, Döbeln).

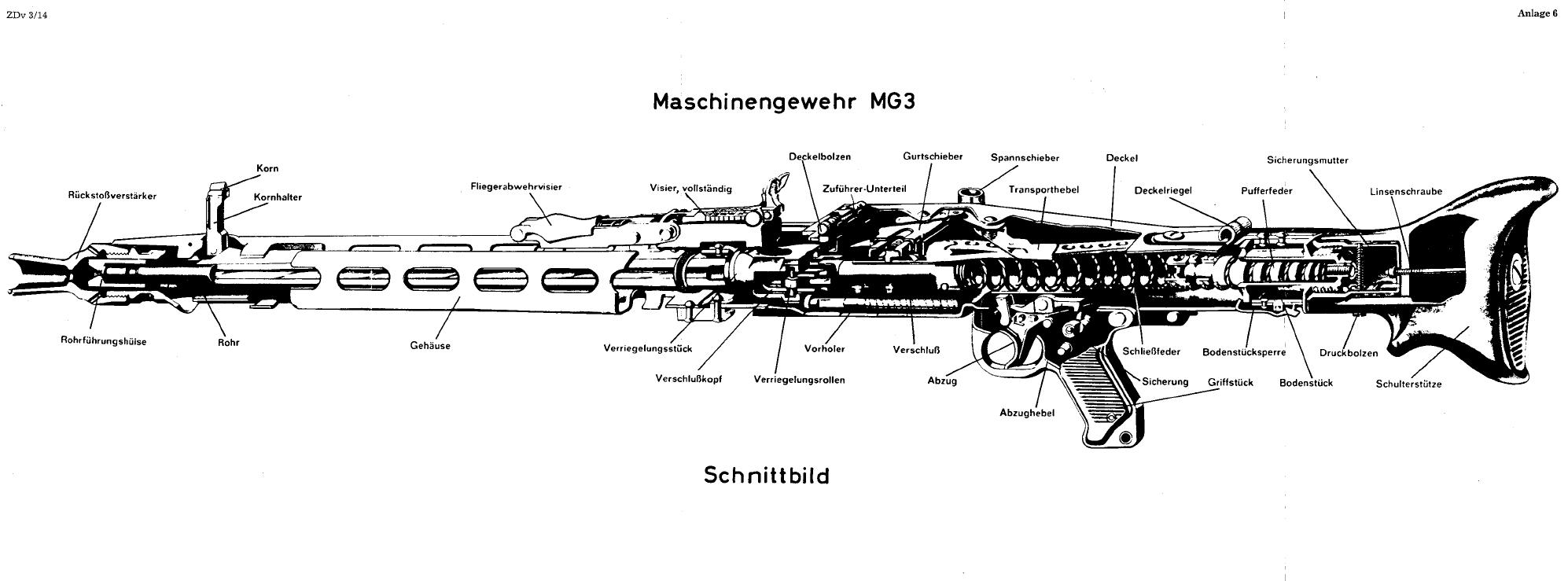
Das MG3 ist der direkte Nachfolger des MG 42

Das Standard-Maschinengewehr der deutschen Bundeswehr ist heutzutage das MG3, ein Nachfolger des MG 42 der Wehrmacht. Es ist luftgekühlt und wurde wie das MG 42 hauptsächlich in Blechprägetechnik hergestellt. Als Ergänzung und Nachfolger des MG3 werden bei der Bundeswehr das MG4 sowie MG5 eingeführt. Auch im Österreichischen Bundesheer wird eine Weiterentwicklung des MG 42, das MG 74, verwendet.
Auch das berühmte US-amerikanische M60-Maschinengewehr ist eine Entwicklung, die in einigen Konstruktionsdetails auf dem MG 42 basiert; es wurde in der Zwischenzeit vom M249 SAW im Großteil der Armee ersetzt.

## Aufbau und Technik
Im Aufbau unterscheiden sich Gewehre und Maschinengewehre vor allem durch die Funktionsweise des Wiederlademechanismus der Waffe und der Verschlusstechnik. Der prinzipielle Aufbau ist ansonsten identisch. Bei schweren Maschinengewehren ist die Verwendung des Munitionsgurtes eine weitere Besonderheit im Vergleich zu (automatischen) Gewehren. Ein Gurt ermöglicht eine höhere Kadenz im Vergleich zu konventionellen Munitionszuführung mit einem Magazin.
Eine abweichende Maschinengewehrkonstruktion vom gängigen Prinzip sind die modernen Gatling-Waffen. Bei diesen Maschinengewehrtypen haben mehrere rotierende Läufe während des Rotationszyklus jeweils Sekundenbruchteile Zeit, um abzukühlen. Es wird daher nicht mehr nur ein einziger Lauf permanent belastet. Außerdem werden die Läufe durch die Rotation des Laufbündels von Luft umströmt, was die Kühlung verbessert.
Maschinengewehre, die mit Munitionsgurten arbeiten, erfordern generell eine besondere Kühlung des Laufes, da der Stahl des Laufes durch die hohe Feuerrate sonst ausglüht und verschleißt. Früher wurde oft Wasser zur Kühlung verwendet, heute werden die Läufe entweder regelmäßig nach einer Anzahl von Gurten gewechselt oder ganz ersetzt.

## Modelltypen

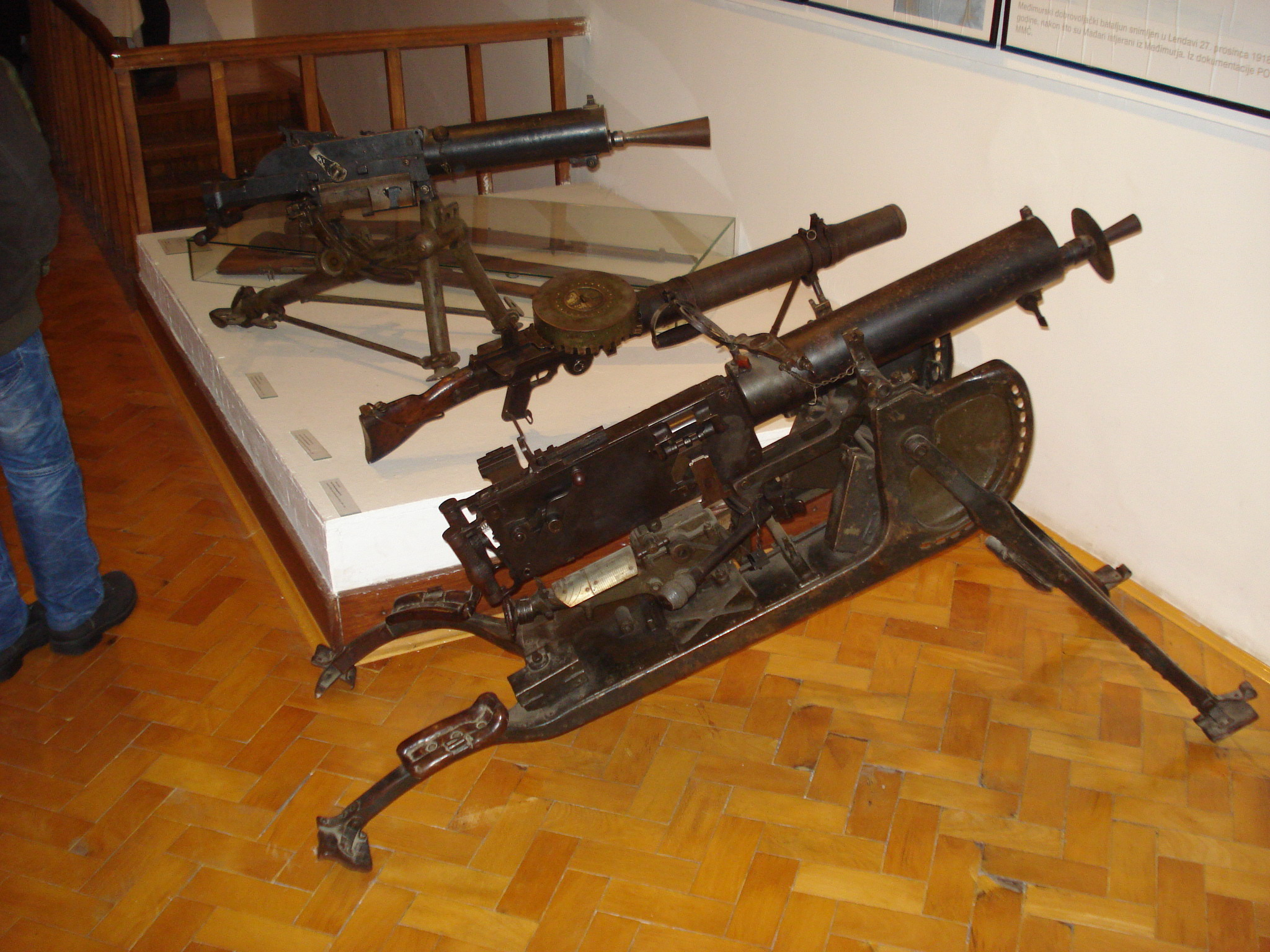
Kollektion der Maschinengewehre im Museum der Gespanschaft Međimurje, Kroatien

Innerhalb der Gruppe der Maschinengewehre wird weiter differenziert zwischen leichten, mittleren und schweren MGs.
- Leichte Maschinengewehre (lMG) sind dadurch gekennzeichnet, dass sie von einem Soldaten allein transportiert und auch freihändig geschossen werden können sowie nicht sehr viel schwerer als die jeweiligen Standardwaffen sind. Die Munition wird meist über Magazine zugeführt, Gurtzuführung ist aber ebenfalls möglich. Der Lauf der meisten leichten Maschinengewehre ist nicht auswechselbar, und fest verbaut. Während früher, als noch Mehrladegewehre Ordonnanz waren, lMGs eine eigene Entwicklungslinie waren (bspw. BREN) oder als leichte Variante vom Universal-MG (MG 42) abgeleitet wurden, werden heutzutage häufig Varianten gängiger Sturmgewehre gleichen Kalibers, die mit schwererem Lauf und Zweibein ausgestattet sind, verwendet. Beispiele dazu sind das sowjetische RPK oder das Schweizer LMg 25.
- Mittlere Maschinengewehre – auch Mehrzweck-MG oder Universal-MG genannt – basieren nicht auf einem Sturmgewehr, sondern stellen in der Regel eine eigene Entwicklung dar. In diesen Waffen werden gegebenenfalls leistungsfähigere Patronen mit größerem Kaliber als in Sturmgewehren verwendet. Mehrzweck-MGs können sowohl als leichtes MG mit einem Zweibein, als auch auf einer Lafette als schweres MG eingesetzt werden. Weitere Hauptmerkmale für mittlere MGs sind:
  - die Munitionszuführung durch Munitionsgurte, um ein effektives Dauerfeuer führen zu können, und
  - ein auswechselbarer Lauf, um eine Überhitzung von Waffen ohne Wasserkühlung zu vermeiden.
  - Beispielhafte Modelle für Mehrzweck-MG: deutsches MG 34, MG 42, sowjetisches PK/PKM, FN MAG.
- Schwere Maschinengewehre sind fest eingebaute bzw. auf Lafetten montierte MGs. Es handelt sich dabei entweder um mittlere MGs oder um gesonderte Entwicklungen für spezielle Einsatzfälle. Gatling-Maschinengewehre werden aufgrund ihres hohen Gewichts, der großen Rückstoßkraft sowie wegen des enorm hohen Munitionsverbrauchs generell den schweren Maschinengewehren zugerechnet.

Gelegentlich findet man auch die Bezeichnung überschwere Maschinengewehre, meist für schwere MGs mit einem Kaliber 12,7 mm und höher. Ein Beispiel hierfür ist das sowjetische KPW im Kaliber 14,5 × 114 mm.

## Einsatz

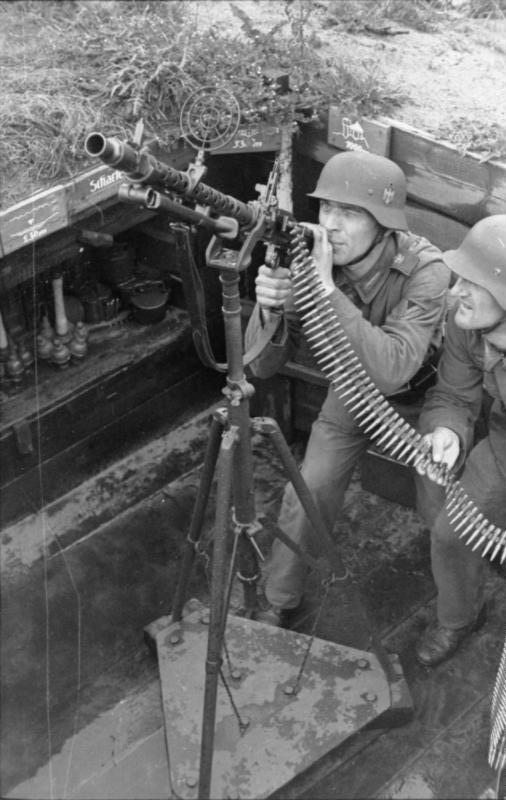
Deutsche Soldaten setzen im Zweiten Weltkrieg ein MG 34 zur Flugabwehr am Atlantikwall ein

Die leichten MGs (und mittleren MGs auf Zweibein) zählen zu den Handfeuerwaffen, da sie von einer Person bedient werden können. Dennoch wird der Schütze oft auch von einer anderen Person beim Transport der Munition unterstützt. Sie werden meist als Gruppen-MG in einer Infanterieeinheit bzw. als Bordbewaffnung von militärischen Fahrzeugen eingesetzt.
Schwere MGs (und entsprechend lafettierte mittlere MGs) werden meist zur Bewaffnung von beispielsweise Kampfflugzeugen, Kampfhubschraubern oder Panzern eingesetzt, aber auch zur Verteidigung befestigter Stellungen. Da sie nicht bzw. nur zerlegt (in Waffe und Lafette) tragbar sind und nicht von einer Person ohne Probleme bedient werden können, zählen schwere MGs nicht zu den Handfeuerwaffen.

### Verwendung bei Bodeneinheiten
In Kampfhandlungen werden Maschinengewehre hauptsächlich dazu verwendet, Unterstützungsfeuer zu geben und Aktionen des Gegners niederzuhalten (Feuerschutz – Sperrfeuer).
Einer der ersten großen Einsätze mit Maschinengewehren war die Niederschlagung des Mahdi-Aufstandes (1881 bis 1899). Die Mahdisten wurden 1898 durch eine anglo-ägyptische Streitmacht besiegt. Diese zählte 482 Getötete und Verwundete, die Mahdi-Seite 9700 Tote und 16.000 Verwundete.
Die blutigen Stellungsgefechte im Ersten Weltkrieg waren auf den beidseitigen MG-Einsatz zurückzuführen. Strategie und Taktik der Kriegsführung änderten sich grundlegend. Durch das Kreuzfeuer mit Maschinengewehren an der langgezogenen Front brachen die meisten Angriffe schnell zusammen. So waren beispielsweise in der Schlacht an der Somme 90 % der britischen Verluste auf deutsches Maschinengewehrfeuer zurückzuführen.
Während des Zweiten Weltkriegs bestand der MG-Trupp jeder Schützengruppe der Wehrmacht aus bis zu vier Soldaten. Zur ersten Munitionsausstattung gehörten planmäßig 2500 Schuss. Der MG-Schütze führte 50 Schuss in einer Gurttrommel mit, je 500 Schuss der MG-Schütze 2 und 3. Der Rest wurde im Gefechtstross mitgeführt. In der Praxis wurde jedoch auch diese Munition auf die Schützen der Gruppe verteilt und mitgeführt, auch die Einteilung eines MG-Schützen 3 entfiel bald. Die MG-Schützen gingen dazu über bis zu vier Wechselrohre mitzuführen, um auch in längeren Gefechten Feindkräfte in der Verteidigung aber auch im Angriff niederhalten zu können, da nach je 150 verschossenen Schuss das Rohr zum Abkühlen gewechselt werden musste. In den sMG-Trupps der MG-Kompanien der Infanteriebataillone wurden die MGs auf Feldlafette eingesetzt. Diese ermöglichten auch weiter entfernt liegende Geländeräume bis zu 1200 m teilweise im Bogenschuss unter Feuer zu nehmen. Für das MG wurden zur Beobachtung der Schusslage auch Leuchtspurpatronen eingesetzt, vor allem bei Nacht und zur Fliegerabwehr. Dazu sollte im Verhältnis 1 Schuss Leuchtspur zu 3 Schuss normale Munition gegurtet werden.
In der Praxis wird angestrebt, mit kurzen, gezielten Feuerstößen den Gegner zu bekämpfen. Dauerfeuer mit einem Einsatz von 250 Schuss und mehr ist nur mit Feldlafetten sinnvoll und muss von Rohrwechseln begleitet werden, da sonst der Lauf überhitzt und sich in der Folge ein Projektil im Lauf verklemmen und zum Ausglühen des Laufes führen kann.

### Verwendung im Luftkampf

#### Erster Weltkrieg
Im Ersten Weltkrieg wurden erstmals Maschinengewehre als Flugzeug-Bordwaffen eingesetzt. Auf deutscher Seite kamen dabei modifizierte MG 08 bzw. später MG 08/15 zum Einsatz. Die Modifikationen bestanden darin, auf den Wassermantel zu verzichten, da der Fahrtwind zur Kühlung des Laufes ausreichte. Eine deutsche Innovation waren synchronisierte MGs, die mithilfe eines Unterbrechergetriebes durch den Propellerkreis schießen konnten. Dies erhöhte die Treffgenauigkeit. Bei Jagdflugzeugen wurden meist zwei dieser MG starr oberhalb des Motors angeordnet. Französische Jagdflugzeuge schossen ebenfalls durch den Propellerkreis, allerdings unsynchronisiert. Dazu mussten die Propellerblätter mit Stahlblechen belegt werden, an denen die Bleigeschosse abprallten, was sowohl die Feuerkraft als auch die Leistung der Maschine einschränkte.
Vor allem in beweglicher Installation wurde auch das Parabellum-MG verwendet.

#### Zweiter Weltkrieg
Zu Beginn des Zweiten Weltkrieges verwendeten alle Mächte kleinkalibrige MGs (7,5–7,92 mm) in ihren Flugzeugen. Wegen zu geringer Durchschlagskraft und Reichweite wurden diese bald durch überschwere MGs (12,7–13,2 mm) oder Maschinenkanonen größerer Kaliber für Spreng-Splitterpatronen abgelöst.

#### Seit 1945
Die letzten Flugzeuge, die MGs als Hauptbewaffnung trugen, waren die amerikanischen F-86. In der heutigen Zeit werden Maschinengewehre nur noch von leichten Kampfflugzeugen bzw. -hubschraubern verwendet. Ansonsten wird aufgrund der wesentlich höheren Wirkung im Ziel der Einsatz von Maschinenkanonen bevorzugt.

## Gesetzeslage

### Situation in Deutschland
In Deutschland ist es Privatpersonen verboten, vollautomatische Waffen zu besitzen.

### Situation in der Schweiz

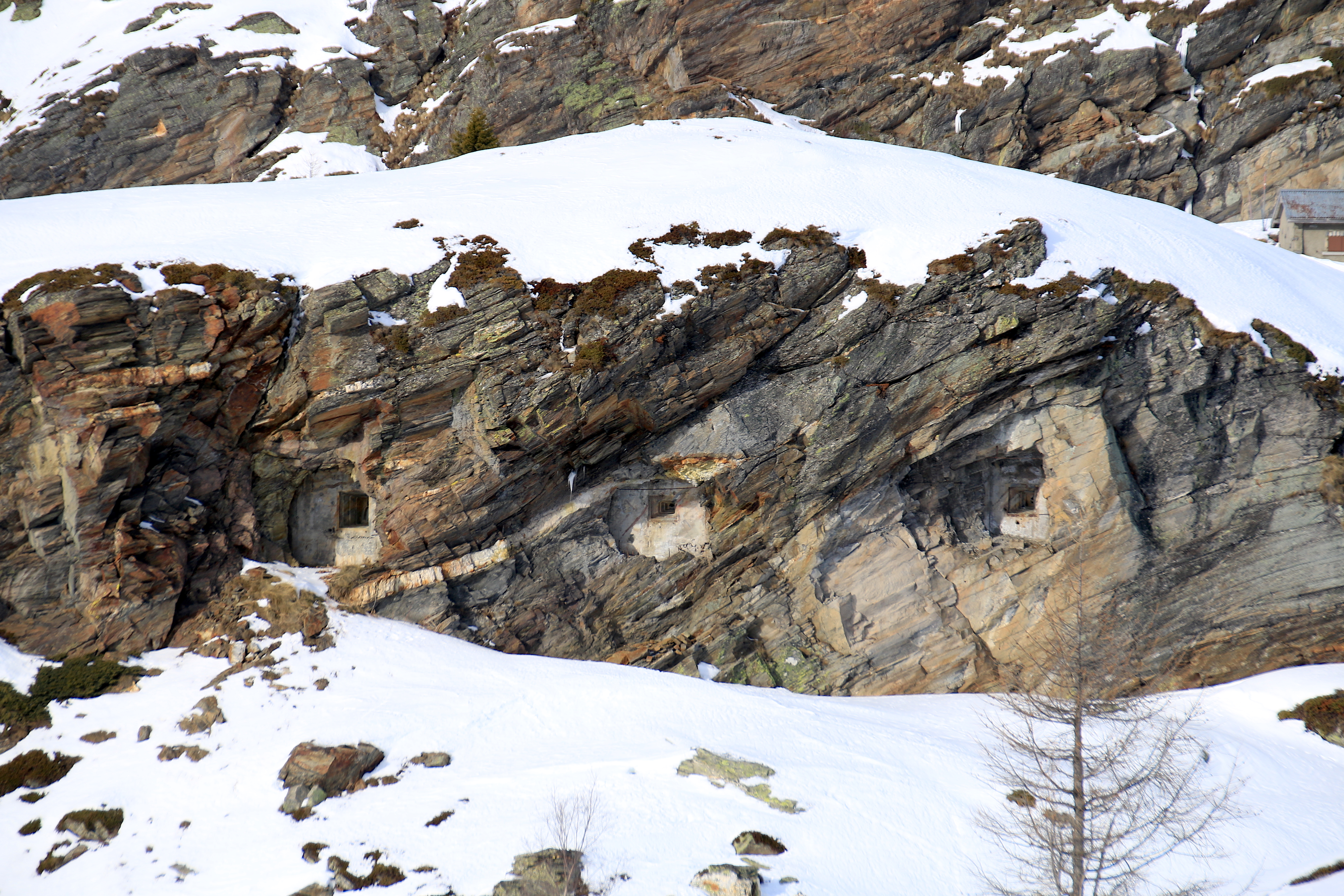
Maschinengewehrstellungen am Simplonpass (2019)

In der Schweiz fallen Maschinengewehre, die eine einzige Person tragen und bedienen kann, gemäß dem Waffengesetz, Artikel 5 unter den Begriff Seriefeuerwaffen, deren Erwerb und Besitz verboten ist. Dies gilt auch für solche, die zu halbautomatischen Waffen umgebaut worden sind. Ebenfalls verbietet das Gesetz das Schießen mit Seriefeuerwaffen. Die kantonalen Behörden können in begründeten Einzelfällen, z. B. für Sammler, Ausnahmebewilligungen erteilen. Diese Bewilligungen enthalten Vorschriften, welche durch die Behörde regelmäßig überprüft werden. So sind u. a. Verschluss und Waffe „räumlich getrennt und vor dem Zugriff Dritter geschützt“ aufzubewahren.